# Cinara subapicula
Cinara subapicula är en insektsart. Cinara subapicula ingår i släktet Cinara och familjen långrörsbladlöss. Inga underarter finns listade i Catalogue of Life.